# Munka (Bamenda)
Pour les articles homonymes, voir Munka.
Munka est un village du Cameroun situé dans l’arrondissement de Bamenda IIIe, dans le département de Mezam et dans la Région du Nord-Ouest.

## Localisation
Munka est localisé à 6° 47' 60 N et 9° 58' 0 E, à 819 m d'altitude. Ce village est situé à environ 217 km de distance de Yaoundé, la capitale du Cameroun. L’aéroport le plus proche est celui de Bafoussam, à 12 km au nord.

## Population
Lors du recensement de 2005, on a dénombré 230 habitants, dont 100 hommes et 130 femmes.